# Посольство України в Таїланді
Посольство України в Королівстві Таїланд (тай. สถานเอกอัครราชทูตยูเครนประจำประเทศไทย) — дипломатична місія України в Таїланді, розташована в місті Бангкоку.

## Завдання посольства
До основних завдань Посольства України в Королівстві Таїланд належать: забезпечення національних інтересів України, підтримка розвитку політичного, торговельно-економічного, інвестиційного, науково-технічного, освітнього та культурного співробітництва між двома країнами, а також захист прав та інтересів громадян і юридичних осіб України, які перебувають на території Королівства Таїланд, Лаоській Народно-Демократичні Республіці та Республіці Союз М'янма. Посольство забезпечує органи державної  влади України інформацією, необхідною  для  здійснення ефективної зовнішньої та внутрішньої політики, надає сприяння органам законодавчої, виконавчої та судової влади у здійсненні ними  міжнародних зв'язків, сприяє піднесенню міжнародного авторитету України, поширенню у світі образу України як надійного і передбачуваного партнера.

## Історія дипломатичних відносин
Королівство Таїланд визнало незалежність України 26 грудня 1991 року. 6 травня 1992 року між Україною та Таїландом було встановлено Дипломатичні відносини. Інтереси Королівства Таїланд в Україні представляє Посольство Таїланду в Республіці Польща.
22 жовтня 2002 року у Бангкоку розпочало роботу Посольство України в Таїланді. З відкриттям Посольства України в Таїланді політичний діалог між двома країнами набув конкретного наповнення та прагматизму. Відбулося певне зближення поглядів на деякі важливі теми сучасних міжнародних відносин. Збільшилась кількість візитів високопосадових українських делегацій, що відвідали Таїланд та тайських делегацій, які перебували в Україні. Були встановлені контакти з представниками Королівської родини Таїланду. Вагомим результатом цього процесу стало надання Таїландом конкретної підтримки намірам України стати членом Світової Організації Торгівлі, а також підписання двостороннього Протоколу між Україною та Королівством Таїланд щодо доступу до ринків товарів і послуг у контексті вступу України до СОТ.
Великого значення мав офіційний візит до Таїланду Президента України (9-11 березня 2004 року), який надав нового потужного імпульсу всьому спектру українсько-тайського співробітництва. В ході візиту Президента України відбулися його зустрічі з Прем'єр-Міністром та Королем Таїланду Бхуміболом Адульядедом та переговори у складі офіційних делегацій.
Посилилася взаємодія України та Таїланду в ООН. Українські і тайські дипломати активно співпрацювали у ході обговорення оновленої Резолюції ГА ООН щодо заборони протипіхотних мін. У жовтні 2004 року відбулася робоча поїздка до Києва групи тайських дипломатів, в рамках якої були проведені консультації щодо узгодження підходів стосовно імплементації Конвенції про заборону протипіхотних мін. Україна погодилася стати співавтором оновленого документу, а також ратифікувала у 2005 році відповідну Конвенцію. Таїланд також з розумінням поставився до оголошення Заяви ГА ООН щодо відзначення 70-річниці Голодомору в Україні.
Королівство Таїланд займає принципову позицію щодо підтримки територіальної цілісності України. У 2014 році Таїланд підтримав схвалення резолюцію Генеральної Асамблеї ООН “Територіальна цілісність України”.
24 листопада 2015 року Бешта Андрій Петрович призначений Президентом України на посаду Посла України в Королівстві Таїланд.
5 червня 2017 року вперше і історії дипломатичних відносин двох країн Таїланд з офіційним візитом відвідав Міністр закордонних справ України Павло Клімкін. Під час візиту Міністра було підписано Міжурядову торговельну Угоду.
1 вересня 2017 року Посол України в Таїланді Андрій Бешта зустрівся з Міністром науки і технологій Таїланду доктором Атчака Сібунруанг.  Під час зустрічі Посол поінформував про високий науково-технічний потенціал України та досягнення нашої країни у сфері високих технологій. Українська сторона висловила готовність до співпраці в рамках реалізації Урядом Королівства політики «Таїланд 4.0». Особлива увага у ході зустрічі приділялася перспективам співпраці у космічній та авіаційній галузях.Міністр науки і технологій Таїланду висловила зацікавленість у розширенні двосторонніх контактів у сфері науки та технологій та розвитку відповідної договірно-правової бази. 
За підсумками 2016 року 67 тисяч українців відвідали Королівство. У цьому зв'язку Посольство приділяє велику увагу розвитку відносин з Таїландом у туристичній сфері.  4 листопада 2016 року відбулася зустріч Посла України А.Бешти з Міністром туризму та спорту Королівства Таїланд К.Ваттанаврангкул. З огляду на значну кількість громадян України, що відвідують Королівство з метою туризму, Україною висловлено прохання про лібералізацію Таїландом візового режиму для українських туристів.

## Розвиток торгово-економічних відносин між Україною та Таїландом
Беручи до уваги високий рівень номінального ВВП Таїланду, зростання доходів місцевого населення та стабільну соціально-економічну ситуацію в країні, Таїланд залишається ключовим партнером України серед країн регіону Південно-Східної Азії на довгострокову перспективу. Згідно із розпорядженням Кабінету Міністрів України від 27 грудня 2017 року №1017-р Таїланд включено до переліку країн які є потенційно ривабливими для більшості галузей української економіки і можуть служити орієнтиром для подальшого розвитку експортної діяльності. Зокрема, за підсумками 2019 року Таїланд посів 9-те місце серед 15-ти країн, до яких найбільше зріс експорт товарів з України. Також Таїланд зайняв 32-у позицію у переліку країн за обсягом українського експорту у 2019 році, випередивши низку країн Азії та ЄС.
Україна зі своїм економічним, науково-технічним, аграрним та промисловим потенціалом, а також географічним розташуванням може бути важливим партнером Таїланду для виходу на ринки країн Східної Європи та Європейського Союзу.
Результатом роботи Посольства став прогрес у розвитку двосторонньої договірно-правової бази між двома державами. 5 червня 2017 року в рамках першого в історії українсько-тайських відносин офіційного візиту Міністра закордонних справ України до Таїланду було підписано міжурядову Торговельну угоду. Мета Угоди — сприяння торговельно-економічному співробітництву між двома країнами на довгостроковій та стабільній основі, заохочення інвестиційного та технічного співробітництва, налагодження контактів між діловими колами, організація ярмарок та виставок, обмін інформацією тощо. Також відповідно до Угоди передбачається створення Спільної комісії з питань торгівлі на чолі з Міністром торгівлі Таїланду та Міністром економічного розвитку і торгівлі України. До завдань Комісії входить, зокрема, збільшення та диверсифікація взаємних торговельно-економічних відносин та рекомендація заходів для динамічного розвитку торгівлі.
Фундаментом торговельно-економічної взаємодії між Україною та Таїландом слугує низка двосторонніх угод. Зокрема:
1.Конвенція між Урядом України та Урядом Королівства Таїланд про уникнення подвійного оподаткування і попередження податкових ухилень стосовно податків на доходи і майно;
2. Угода між Кабінетом Міністрів України і Урядом Королівства Таїланд про створення Міжурядової українсько-тайської комісії з питань двостороннього співробітництва;
3.Угода між Урядом України і Урядом Королівства Таїланд про повітряне сполучення;
4.Меморандум про взаєморозуміння між Державним комітетом фінансового моніторингу України та Службою по боротьбі з відмиванням грошей (AMLO) Королівства Таїланд щодо співробітництва в сфері обміну фінансовими відомостями, пов’язаними з відмиванням грошей;
5. Меморандум про співробітництво між Торгово-промисловою палатою України та Торговою палатою ТаЇланду.

## Розвиток академічних відносин між Україною та Таїландом
Важливою складовою для подальшого розвитку двосторонніх дипломатичних відносин між Україною та Королівством Таїланд, безпосередньо у академічній сфері мав візит до м.Бангкок Директора Дипломатичної академії України, Посла Сергія Корсунського у січні 2019 року. Насичена програма перебування Посла С.Корсунського в Таїланді була спрямована як на розбудову співробітництва між академічними колами двох держав, так і сприяла розвитку українсько-тайських відносин в цілому.
Під час візиту Директор Дипломатичної академії провів зустріч із Деканом та Директором Інституту міжнародних відносин імені принца Девавонг Варопакарна при МЗС Таїланду та підписав відповідний Меморандум про співробітництво. Положення документа передбачають співпрацю у проведенні навчальних тренінгів, обміну досвідом та кращими практиками в підготовці дипломатів, спікерами, науковими матеріалами, організацію спільних заходів в Україні та Таїланді тощо.
Директор Дипломатичної академії України провів презентацію на тему "Security Challenges In Withstanding Hybrid War", присвячену досвіду нашої країни та дипломатичної служби у протидії гібридній війні Росії проти України. Учасниками заходу стали дипломати, військовослужбовці та працівники сектору національної безпеки Таїланду. Окрім цього, відбулася зустріч Посла С.Корсунського із Директором Департаменту Європи МЗС Таїланду Сасіват Вонгсінсаватом, під час якої українська сторона поінформувала про ситуацію навколо протидії російській агресії, відбувся обмін думками про актуальні питання на міжнародному порядку денному, а також  обговорено можливості подальшої співпраці обох країн на базі Дипломатичної академії України та Інституту міжнародних відносин при МЗС Таїланду.

## Іміджеві проекти Посольства України в Таїланді
З метою утвердження позитивного іміджу України, а також поширення інформації про її культурний та туристичний потенціал у Королівстві Таїланд Посольство на регулярній основі проводить відповідні широкомасштабні заходи.
Одним із таких заходів, організованих Посольством, стала виставка картин під назвою «IMAGINARIUM» сучасного українського художника Олега Шупляка. Захід проходив у приміщенні Бангкокського центру мистецтва та культури у період 2 – 28 жовтня 2018 року та користувався підвищеною увагою серед тайського населення. До уваги відвідувачів Центру було представлено близько 70 картин художника із серії «Двовзори» (авторська назва картин-ілюзій з подвійним змістом).
Відкриття виставки відбулося 2 жовтня 2018 року за участі самого митця та великої кількості представників урядових та ділових кіл Таїланду, дипломатичного корпусу, журналістів, членів української спільноти.
Вдалим вибором Посольства було організувати виставку саме у приміщенні Бангкокського центру мистецтва та культури. Центр знаходиться у центральній частині міста Бангкок поряд із провідними ВНЗ, торговими та діловими центрами «luxury» класу. Щороку Центр відвідує близько 2 млн людей. Щоб забезпечити можливість проведення заходу саме в Бангкокського центрі мистецтва та культури Посольство звернулося до керівництва Центру з проханням зарезервувати виставкову площу під іміджевий захід за рік до проведення самого заходу.
За попереднім задумом експозиція картин мала тривати 2 тижні, однак через підвищену увагу відвідувачів керівництво Центру запропонувало продовжити роботу виставки ще на два тижні на безоплатній основі. Про зацікавленість роботами художника говорить і те, що матеріал про експозицію був опублікований у провідному англомовному тайському виданні «Бангкок пост». Загалом за період роботи виставки її відвідало більше 330 тисяч людей.
Згодом, 6 листопада 2018 року в приміщенні Бангкокського центру мистецтва та культури Посольством було проведено просвітницького роду захід «Ukraine in focus: history, tourism, art and culture» із залученням студентів провідних вищих навчальних закладів Таїланду. В рамках заходу до уваги аудиторії було представлено комплексну презентацію присвячену основним віхам становлення української державності, сучасному українському мистецтву, туристичному потенціалу, а також науково-технічним здобуткам української держави.
Окрім цього, учасники «Ukraine in focus» дізналися про реформи, що проводяться Урядом для розвитку економіки та залучення іноземних інвестицій.
Підготовка до заходу «Ukraine in focus» тривала декілька місяців, а його проведення стало можливим завдяки співпраці із Університетом Чулалонгкорна – найстарішим вищим навчальним закладом Таїланду. Переважна кількість тайських політиків, дипломатів, військових діячів, журналістів та громадських лідерів є випускниками саме цього навчального закладу.
За результатами заходу було отримано чимало прохань від академічних кіл Таїланду про продовження розпочатої Посольством практики проведення комплексних презентацій України.  Про наявність зацікавленості у проведеній Посольством події говорить  і той факт, що матеріал про захід був опублікований у таких провідних місцевих виданнях, як «Bangkok post» та «The Nation».
31 травня 2018 року в Бангкоку у приміщенні Галереї Королеви Сірікіт (The Queen’s Gallery) відбулося офіційне відкриття виставки "Розмаїта Україна"/"Diverse Ukraine", покликаної поширити серед тайського суспільства знання про традиційну українську культуру та мистецтво.
В експозиції представлені професійні фотографії від майстерні «Треті півні» та декілька світлин з проекту «Наші», виконані спільно з етно-галереєю «Роксоляни Шимчук», світлина «Дівчина в кримськотатарському вбранні» від фотохудожника Сергія Ковбасюка, старовинний національний одяг з колекції галереї «Спадок» родини Демкур, а також 25 ляльок-мотанок майстринь Тетяни та Наталії Катриченко.
Захід організований Посольством України в партнерстві з низкою українських майстрів, галеристів та тайськими і українськими бізнес-колами, що дозволило провести виставку в одній з найкращих галерей Бангкоку без залучення державних коштів.
На відкритті побували члени Парламенту, представники МЗС та інших державних органів Королівства Таїланд, ділові, мистецькі та медійні кола. Відвідувачі були захоплені різнобарв’ям українських національних костюмів та майстерністю сестер Катриченко.
Виставка в Галереї розпочала свою роботу 28 травня та тривала до 1 липня 2018 року. The Queen’s Gallery знаходиться в історичному центрі Бангкоку поряд з важливими історичними та архітектурними пам’ятками країни, такими як Grand Palace, The Democracy Monument, Golden Mountain.
Серед масштабних проектів Посольства організація двох виставок геніального українського художника Івана Марчука у м.Бангкок. Виставки робіт митця були організовані з нагоди 25-ї річниці встановлення дипломатичних відносин між Україною та Таїландом та тривали у період 31 жовтня — 16 листопада 2017 року. Заходи відбулися за участі самого художника.
6 грудня 2020 року в залі для урочистостей Королівського військово-морського флоту Таїланду пройшов міжнародний культурний захід високого рівня «The 10th Celebration of Silk: Thai Silk Road to the World 2020». На запрошення Посольства України в Королівстві Таїланд вже третій рік поспіль українські дизайнери мають можливість презентувати свої роботи в рамках цього заходу. На цей раз Україну представила відома львівська дизайнерка Ірина Христинич, засновниця Студія Гойра.
У цьому році через карантинні обмеження міжнародні дизайнери вперше не змогли особисто відвідати Таїланд та представити свої моделі. Тож головною особливістю підготовки цьогорічного заходу стало залучення молодих студентів-дизайнерів з 70 університетів і професійних коледжів Королівства, яких запросили створити одяг представникам дипкорпусу.
Втілювати в життя задуми української дизайнерки було запрошено студентів та викладачів з Uttaradit Vocational College.
Українські та тайські дизайнери спільно розробили унікальні костюми з королівського шовку, відобразивши в своїх роботах традиції та цінності кожного з народів, створили повноцінні образи з елементами української вишивки на шовку для представниць Посольства Svitlana Ansimova та Svetlana Svetlana, які гідно представили Україну на гала-показі. За що отримали багато схвальних відгуків від преси, експертів моди, представників дипломатичного корпусу.
Представники понад 100 дипломатичних представництв взяли участь у цьогорічному святі шовку. Важливо відзначити, що захід проводиться на честь Її Високості Королеви-матері Сірікіт, яка особисто протягом десятків років докладала багато зусиль для відновлення традиційного виробництва шовку в Таїланді, а сам шовк для проекту був наданий королівським двором з Фонду Її Високості. 
Прем‘єр-міністр Таїланду, який взяв особисту участь у заході, в своїй промові подякував дипломатичному корпусу за віру у молодих таїландських дизайнерів та побажав використати цю можливість для зміцнення дружніх відносин між Таїландом та державами усього світу. 
Наприкінці заходу викладачі та студенти Uttaradit Vocational College отримали почесні грамоти та пам‘ятні подарунки від Посольства України. 
Вийшла чудова культурна співпраця між Україною і Таїландом!

## Керівники дипломатичної місії
1. Литвин Ігор Антонович (1998—1999)
2. Білодід Ростислав Митрофанович (2000—2002)
3. Гуменний Ігор Володимирович (2004—2008)
4. Чучук Маркіян Євгенович (2008—2014)
5. Ковалевський Вадим Вікторович (2014—2015) т.п.
6. Бешта Андрій Петрович (2015—2021)[2]
7. Лисак Олександр Сергійович (2022—2023) т.п.
8. Орел Павло Олександрович (2021—2022, 2023—2024) т.п.
9. Семенов Віктор Вікторович (2024—) т.п.[3]

## Співробітники Посольства
Семенов Віктор Вікторович — Тимчасовий повірений у справах України в Королівстві Таїланд, радник
Ющенко Юлія Анатоліївна — Перший секретар 
Русова Ольга Сергіївна — Другий секретар
Дейнеко Дмитро Олександрович — Спеціаліст з консульських і адміністративних питань (єдина консульська посадова особа)  
Іванущак Олександр Іванович — Провідний спеціаліст (фінансові питання та діловодство) 